# صندوق التعليم العالي الجامعي
صندوق التعليم العالي الجامعي منشأة حكومية سعودية غير هادفة للربح وذات شخصية اعتبارية مستقلة مالياً وإدارياً. وأنشئ الصندوق بقرار مجلس الوزراء رقم 216 بتاريخ 8-9-1421هـ بهدف العناية بتطوير التعليم العالي في الجامعات الحكومية السعودية وزيادة قدرتها على أداء دورها الذي يتناسب مع متطلبات التنمية، وتنويع مصادر التمويل وتطوير آلياته.
وللصندوق شخصية معنوية واستقلال إداري ومالي وقد حدد مجلس إدارته أهدافا عامه كإطار واسع ومستمر لتطوير قدرة الجامعات التعليمية وتنويع مواردها المالية فيما يعود بالنفع على كافة برامجها العلمية والعملية.
وموّل الصندوق منذ تأسيسه إلى نهاية عام 2020م (532) مشروعاً لدعم الجامعات السعودية، وذلك بمبالغ إجمالية تقارب 2.5 مليار ريال سعودي.

## مجلس إدارة الصندوق
يرأس مجلس إدارة الصندوق وزير التعليم السعودي، وفي عضوية الصندوق ممثلين لوزارة المالية والاقتصاد والتخطيط والمؤسسة العامة للتدريب التقني والمهني، إضافةً إلى ثلاثة أعضاء يمثلون الجامعات وثلاثة أعضاء من رجال الأعمال من ذوي الكفاءة والخبرة.

## الأهداف
- العناية بتطوير التعليم العالي في الجامعات وزيادة قدرتها على أداء دورها الذي يتناسب مع متطلبات التنمية.
- تنويع مصادر التمويل للجامعات وتطوير آلياته.
- زيادة الموارد الذاتية وتمكين الجامعات من المضي في ترشيد المكافآت وتنظيمها.
- استثمار الأموال بشكل ممتاز وفعال لتعضيد الموارد المالية المتاحة للجامعات.
- الاستفادة من عائدات الخدمات التي تقدمها الجامعات واستيعاب إسهامات القطاعات الخاصة.[5]
- المساهمة في تحقيق الاستدامة المالية للجامعات، وتخفيف العبء عن وزارة المالية.